# デジタル音響システム
デジタル音響システム（デジタルおんきょうシステム）とは、映画館で採用されている音響方式で、音楽情報がデジタルで記録されたもの。4チャネル以上の音声が扱われ、サラウンドで利用されるのが一般的である。デジタル記録登場前にも、アナログ記録にて多チャネルのサラウンドが利用されていた。
- ドルビーデジタル(DD SRD)
- ドルビーサラウンド7.1(DOLBY SURROUND 7.1)
- ドルビーアトモス(DOLBY ATMOS)
- DATASATデジタルサウンド (DATASAT)
- DTS：X(DTS：X)
- ソニー・ダイナミック・デジタル・サウンド(SDDS)
- d&b Soundscape
- JBL Sculpted Surround System
- シネマデジタルサウンド(CDS・Cinema Digital Sound)

(日本では、デモのみ行われた。)
- リニアPCM(PCM)

## 音響システムの欧文略語
- SR
- SRD
- SRD-EX
- DOLBY SURROUND 7.1
- DOLBY ATMOS
- DATASAT
- imm sound
- SDDS
- PCM
- Auro 3d
- Auro 11.1
- dts:x